# ديف شرايبر
ديف شرايبر هو معلق رياضي كندي، ولد في 5 ديسمبر 1944 في وندسور في كندا.